# Deutschland sucht den Superstar
Deutschland sucht den Superstar (lett. "La Germania cerca la superstar"; abbreviato: DSDS) è un talent show per aspiranti cantanti, in onda dalla stagione televisiva 2002-2003 sull'emittente tedesca RTL, prodotto dalla GRUNDY Light Entertainment GmbH e basato sul format Pop Idol (format creato dal produttore britannico Simon Fuller e da cui è tratto, tra l'altro, il talent show statunitense American Idol).
Il programma è giunto alla sedicesima edizione. La prima puntata andò in onda il 9 novembre 2002.
Alla conduzione della fase finale (trasmessa in prima serata) della trasmissione si sono alternati: Michelle Hunziker e Carsten Spengemann (edizioni 2002/03 e 2003/04; con Yvonne Catterfeld dal 2003/04) e Marco Schreyl (dal 2005/06; con Tooske Ragas nel 2005/06 e 2007).

Presenza fissa della trasmissione, sin dalla fase dei casting, è, in qualità di "giurato", il produttore discografico ed ex-cantante dei Modern Talking Dieter Bohlen.

## Le varie edizioni

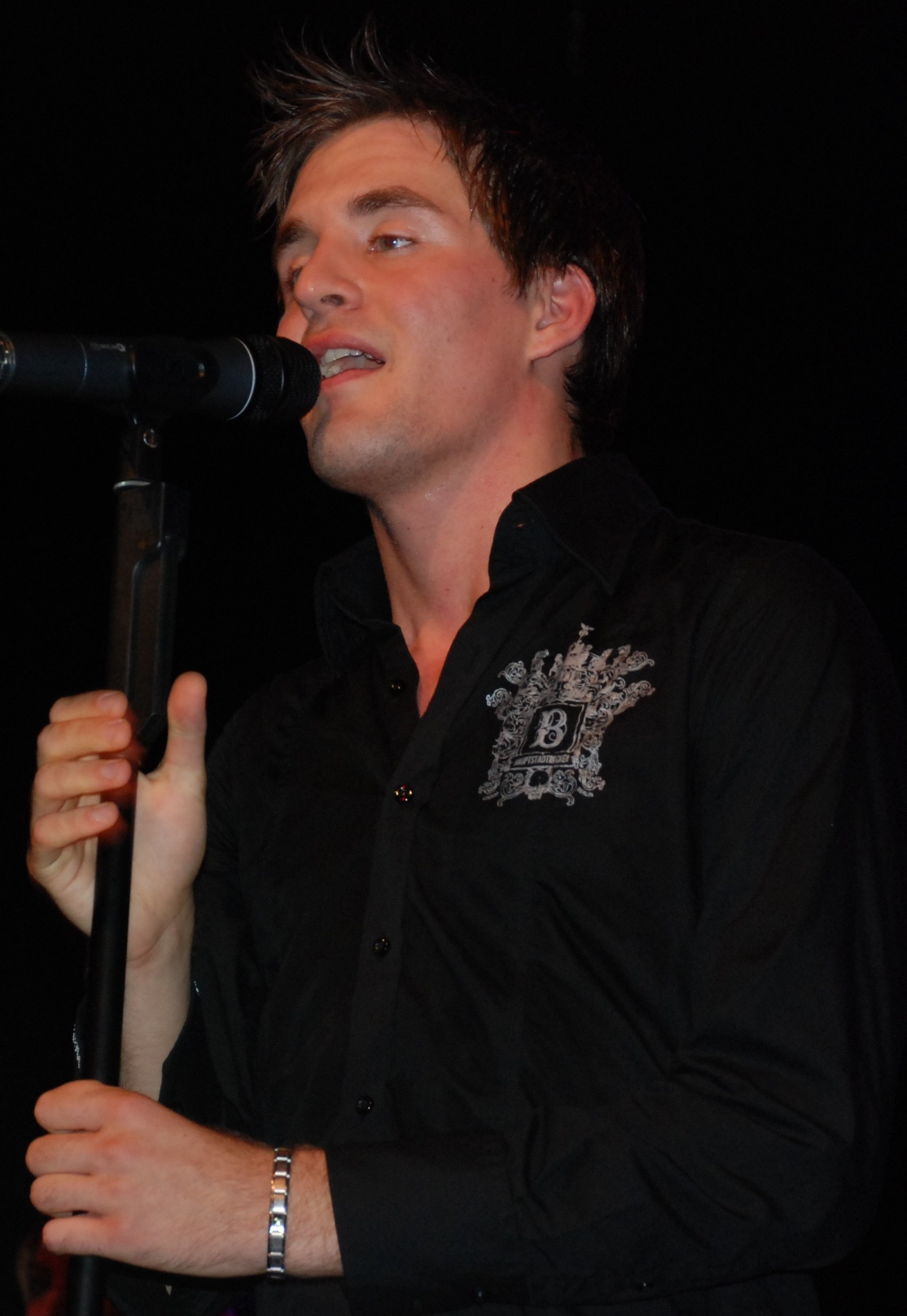
Alexander Klaws, vincitore della prima edizione del programma nel 2002/2003

### Prima edizione (2002-2003)

#### Classifica finale
1. Alexander Klaws[4]
2. Juliette Schoppmann
3. Daniel Küblböck
4. Vanessa Struhler
5. Gracia Baur
6. Nicole Süßmilch
7. Daniel Lopes
8. Nektarios Bamiatzis
9. Judith Lefeber
10. Andrea Josten
11. Stephanie Brauckmeyer

### Seconda edizione (2003-2004)

#### Classifica finale
1. Elli Erl
2. Denise Tillmanns
3. Philippe Bühler
4. Benjamin Martell
5. Gunther Göbbel
6. Anke Wagner
7. Aida Ilijasevic
8. Judith Burmeister
9. Kemi Awosogba
10. Lorenzo Woodard
11. Steffen Frommberger
12. Ricky Ord
Jessica Houston

### Terza edizione (2005-2006)

#### Classifica finale
1. Tobias Regner
2. Mike Leon Grosch
3. Vanessa Jean Dedmon
4. Nevio Passaro
5. Didi Knoblauch
6. Anna-Maria Zimmermann
7. Daniel Munoz
8. Lena Hanenberg
9. Dascha Semcov
10. Carolina Escolano
11. Stephan Darnstaedt

### Quarta edizione (2007)

#### Classifica finale
1. Mark Medlock
2. Martin Stosch
3. Lisa Bund
4. Max Buskohl
5. Lauren Talbot
6. Thomas Enns
7. Francisca Urio
8. Julia Falke
9. Jonathan Enns
10. Laura Martin

### Quinta edizione (2008)

#### Classifica finale
1. Thomas Godoj
2. Fady Maalouf
3. Linda Teodosiu
4. Monika Ivkic
5. Rania Zeriri
6. Benjamin Herd
7. Collins Owusu
8. Stella Salato
9. Sahra Drone
10. Jermaine Alford

### Sesta edizione (2009)

#### Classifica finale
1. Daniel Schuhmacher
2. Sarah Kreuz
3. Annemarie Eilfeld
4. Dominik Büchele
5. Benny Kieckhäben
6. Vanessa Neigert
7. Holger Göpfert
8. Marc Jentzen
9. Cornelia Patzlsperger
10. Michelle Bowers
11. Vanessa Civiello

### Settima edizione (2010)

#### Classifica finale
1. Mehrzad Marashi
2. Menowin Fröhlich
3. Manuel Hoffmann
4. Kim Debkowski
5. Thomas Karaoglan
6. Helmut Orosz
7. Ines Redjeb
8. Nelson Sangaré
9. Marcel Pluschke
10. Steffi Landerer

### Ottava edizione (2011)

#### Classifica finale
1. Pietro Lombardi[5][6][7][8]
2. Sarah Engels
3. Ardian Bujupi
4. Marco Angelini
5. Sebastian Wurth
6. Zazou Mall
7. Norman Langen
8. Anna-Carina Woitschack
9. Nina Richel
10. Marvin Cybulski

### Nona edizione (2012)

#### Classifica finale
1. Luca Hänni
2. Daniele Negroni
3. Jesse Ritch
4. Fabienne Rothe
5. Joey Heindle
6. Kristof Hering
7. Hamed Anousheh
8. Vanessa Krasniqi
9. Silvia Amaru
10. Thomas Pegram

### Decima edizione (2013)

#### Classifica finale
1. Beatrice Egli[9][10]
2. Lisa Wohlgemuth
3. Ricardo Bielecki
4. Susan Albers
5. Erwin Kintop
6. Tim David Weller
7. Simone Mangiapane
8. Timo Tiggeler
9. Maurice Glover
10. Nora Ferjani

### Undicesima edizione (2014)

#### Classifica finale
1. Aneta Sablik
2. Meltem Acikgöz
3. Daniel Ceylan
4. Richard Schlögl
5. Christopher Schnell
6. Yasemin Kocak
7. Elif Batman
8. Enrico von Krawczynski
9. Vanessa Valera Rojas
10. Alessandro Di Lella
11. Sophia Akkara
Larissa Melody Haase

### Dodicesima edizione (2015)

#### Classifica finale
1. Severino Seeger
2. Viviana Grisafi
3. Antonio Gerardi
4. Jeannine Rossi
5. Erica Greenfield
6. Seraphina Ueberholz
7. Laura Lopez
8. Robin Eichinger
9. Marcel Kärcher
10. Leon Heidrich

### Tredicesima edizione (2016)

#### Classifica finale
1. Prince Damien Ritzinger
2. Thomas Katrozan
3. Anita Wiegand
4. Igor Barbosa
5. Mark Hoffmann
6. Sandra Berger
7. Tobias Soltau
8. Ramona Mihailovic
9. Aytug Gün
10. Angelika Ewa Turo

### Quattordicesima edizione (2017)

#### Classifica finale
1. Alphonso Williams
2. Alexander Jahnke
3. Maria Voskania
4. Duygu Goenel
5. Noah Schärer
6. Chanelle Wyrsch
7. Sandro Brehorst
8. Monique Simon
9. Ivanildo Kembel
10. Ruben Mateo

### Quindicesima edizione (2018)

#### Classifica finale
1. Marie Wegener
2. Michel Truog
3. Michael Rauscher
4. Janina el Arguioui
5. Lukas Otte
6. Mia Gucek
7. Giulio Arancio
8. Mario Turtak
9. Isa Martino
10. Emilija Mihailova

### Sedicesima edizione (2019)

#### Classifica finale
1. Davin Herbrüggen
2. Nick Ferretti
3. Joana Kesenci
4. Alicia-Awa Beissert
5. Taylor Luc Jacobs
6. Clarissa Schöppe
7. Mohamed Chahine
8. Jonas Weisser
9. Lukas Kepser
10. Angelina Mazzamurro

### Diciassettesima edizione (2020)

#### Classifica finale
1. Ramon Kaselowsky-Roselly[11]
2. Chiara D'Amico
3. Joshua Tappe
4. Paulina Wagner
5. Lydia Kelovitz
6. Marcio Pereira Conrado
7. Ricardo Rodrigues

### Diciottesima edizione (2021)

#### Classifica finale
1. Jan-Marten Block
2. Karl Jeroboan
3. Kevin Jenewein
4. Starian Dwayne McCoy
5. Pia-Sophie Remmel
6. Michelle Patz
7. Jan Böckmann
8. Daniele Puccia
9. Daniel Ludwig

## Premi & riconoscimenti
- 2008: Deutscher Fernsehpreis, nella categoria "programmi di intrattenimento".[4]